# Universidad de las Cordilleras
La Universidad de las Cordilleras (UC) (en filipino: Pamantasan ng Kordilyeras, en inglés: University of the Cordilleras), anteriormente conocido como la Fundación de Colegios en Baguio, es una universidad privada en la Ciudad de Baguio, Filipinas. La universidad está situada en el centro de la ciudad, cerca de la Catedral de Nuestra Señora de la Expiación (la Catedral de Baguio). 

## Historia
La institución original (como los Colegios en Baguio) se fundó el 19 de junio de 1946 por Benjamin R. Salvosa y Evangelina D. Salvosa, su esposa. Era la primera institución de educación superior en la ciudad después de la Segunda Guerra Mundial.
Los fundadores convirtieron el colegio en una fundación como la Fundación de Colegios en Baguio en el año 1967 para proveer más acceso a más estudiantes.
En el año 2003, la institución se convirtió la Universidad de las Cordilleras (UC). Ha crecido a una multitud de 10 colegios que ofrecen más de 40 programas certificadas, terciarias y de postgrado. Hoy, hay más de 18 000 estudiantes de la Región Administrativa de la Cordillera y otras partes del país y mundo.

## Estado actual
Hoy en día, la Universidad de las Cordilleras tiene más de 18 000 estudiantes y tiene la población de estudiantes internacionales más grande que cualquier institución de educación superior en Baguio. La Comisión de Educación Superior le dio "Estado Autónomo" en el año 2010.

## Acreditación y afiliaciones
La Universidad de las Cordilleras es un miembro acreditado de organizaciones nacionales e internacionales:
- Philippine Accrediting Association of Schools, Colleges and Universities (PAASCU)
- Philippine Association of Colleges and Universities Commission on Accreditation (PACUCOA)
- Association of Universities of Asia and the Pacific (AUAP)
- Philippine Association of Colleges and Universities (PACU)
- Philippine Association of Engineering Schools (PAES)

## Los exalumnos notable
- Honorato Y. Aquino, ex decano - BCF College of Law, representante de la Ciudad de Baguio (1984-1986)[4]
- Mauricio Domogan, exalcalde de la ciudad de Baguio (1992–2001; 2010–2019), congresista (2001-2010)
- Eduard Folayang, ex campeón de MMA, atleta actual
- Daniel Parantac, atleta
- Janet Abuel, ex Secretaria del Kagawaran ng Badyet at Pamamahala
- Noel Neil Malimban, Director Adjunto del Bangko Sentral ng Pilipinas [5]
- David L. Almirol Jr., Director ejecutivo del MultiSys Technologies Corp.[6][7]

## Enlaces
- Sitio web oficial

- Datos: Q3547580
- Multimedia: University of the Cordilleras (Baguio City) / Q3547580